# Козловские
Козло́вские — княжеский род, Рюриковичи.
Ветвь князей Фоминских и Березуйских, прямые потомки Ростислава Смоленского. Род внесён в Бархатную книгу. При подаче документов (5 и 18 апреля 1682), для внесения рода в Бархатную книгу, было предоставлено две родословные росписи: князем Григорием Савельевичем Козловским и боярином князем Григорием Афанасьевичем Козловским, между которыми возникла тяжба о старшинстве линий родов, предоставлены четыре царские жалованные грамоты (1506—1553), в разбирательстве последовал указ о взятии сказок у князей Козловских о старшинстве их линий (1685), указ о внесении старшинства родословий князей Козловских в Бархатную книгу по росписи, представленной боярином князем Г. А. Козловским подписан (20 марта 1688). В царских жалованных грамотах на поместья различным представителям рода записаны: волость Антоновский, стан Бежецкого Верха, село Ратмирово в Романовском уезде, село Полянки с деревней Пастухово Муромского уезда, волость Арбужевесь Пошехонского уезда.
Род внесён в V часть дворянских родословных книг Костромской и Московской губерний.
С 1855 года до Октябрьской революции Козловские владели в Клинском уезде усадьбой Ивановское-Козловское с просторным особняком 1770-х гг. постройки.

## Происхождение и история рода
Родоначальник, потомок Рюрика в XV колене князь Василий Фёдорович Фоминский по прозванию Козловский, принявший от владения городом Козловом и Козловской волостью фамилию Козловского. Сын родоначальника, князь Иван Васильевич в январе 1509 года выехал служить московскому Государю Василию III Ивановичу. Его дети князья Роман и Лев Ивановичи состояли в конце XV века в подданстве Литвы, а в начале XVI века князья Козловские, подданные великих князей московских. Опричниками Ивана Грозного (1573) числились: князья Данила, Иван и Андрей Григорьевичи, князь Фёдор Тимофеевич, князья Иван и Юрий Семёновичи Козловские.

## Известные представители
В XV—XVII веках многие представители рода были воеводами и стольниками:
- Иван Романович — есаул в Казанском походе (1544).
- Фёдор Романович — второй воевода Передового полка в шведском походе (1549).
- Юрий Львович — третий воевода Большого полка в Полоцком походе (1551).
- Юрий Семёнович — опричник, голова: Передового полка на берегу Оки (1565), в походе на Лифляндию (1571).
- Тимофей Иванович Кибирь — в 1566 году отпущен из польского плена, но не смог собрать нужную сумму для выкупа, вернулся обратно, обменян на знатного шляхтича.
- Фёдор Андреевич Козловский — воевода в Березове (1600—1601).
- Афанасий Фёдорович — воевода в Курске (1618—1619).
- Василий Андреевич — воевода в Царевосанчурске (1618—1620), московский дворянин (1627—1629).
- Михаил Григорьевич — воевода в Ливнах (1620—1621), в Белгороде (1626—1628), в Сургуте (1631), в Курске (1641), московский дворянин (1627—1640), стольник (1677—1686).
- Пётр Андреевич — воевода на Белоозере (1622), в Томске (1627), в Можайске (1639—1640).
- Афанасий Григорьевич — воевода в Великих Луках (1623), в Ржеве (1628), в Переяславле-Рязанском (1633).
- Фёдор Андреевич — воевода в Березове (1623—1625).
- Иван Андреевич — воевода в Костроме (1625—1626).
- Алексей Васильевич — стольник патриарха Филарета (1627—1629), стольник (1636—1658).
- Яков и Иван Фёдоровичи, Иван, Владимир и Гаврила Ивановичи, Фёдор Никитич — патриаршие стольники (1627—1629).
- Алексей Иванович — патриарший стольник (1629), стряпчий (1636—1640), московский дворянин (1640—1668).
- Афанасий Васильевич — стряпчий с платьем (1627—1629), стольник (1629—1640).
- Фёдор и Пётр Андреевичи, Петр Никитич, Никита Давыдович, Савва, Иван и Василий Ивановичи, Василий Григорьевич — московские дворяне (1627—1658).
- Савелий Иванович — воевода в Мценске (1633), в Воронеже (1635—1636), в Свияжске (1644), в Терках (1660—1663), на Ваге (1668—1670).
- Владимир Иванович — воевода в Юрьеве-Польском (1636—1637).
- Иван Петрович — стольник (1636—1676).
- Григорий Савельевич — воевода в Сургуте (1666—1671) (два раза).
- Григорий Афанасьевич (1646—1701) возвысился за счёт дальнего родства с Романовыми и получил боярский титул, основал город Сызрань (1683).
- Тимофей Афанасьевич — стольник, воевода в Киеве (1669).
- Даниил Григорьевич — стряпчий (1672—1676), стольник (1679—1692).
- Степан Григорьевич — стряпчий (1676), стольник (1676), комнатный стольник царя Иоанна Алексеевича (1686—1692).
- Григорий Иванович — воевода в Вязьме (1678).
- Андрей Афанасьевич — стольник, воевода в Тюмени (1680—1681).
- Марк и Борис Андреевичи — стольники царицы Прасковьи Фёдоровны (1686—1692).
- Иван Петрович и Василий Михайлович — стряпчие (1668—1692).
- Семён Михайлович — комнатный стольник царя Иоанна Алексеевича (1692), Петра I (1703).
- Савва Фёдорович, Дмитрий Иванович, Григорий Савельевич, Андрей Дмитриевич — московские дворяне (1658—1692).
- Фёдор, Яков и Семён Григорьевичи, Пётр Тимофеевич, Григорий Васильевич, Юрий, Тимофей и Андрей Афанасьевичи, Алексей Андреевич, Фёдор Матвеевич — стольники (1658—1692).
- Семён Михайлович, был женат на кн. Урусовой.
  - Михаил Семёнович (ок. 1700—1767) — смоленский губернатор, тайный советник.
    - Николай Михайлович (1749—1812).
      - Владимир Николаевич (1790—1849) — генерал-майор.

    - Анна Михайловна (1757—1824), в монашестве Анфиния, игуменья московского Алексеевского монастыря.

  - Алексей Семёнович (1707—1776) — генерал-поручик, сенатор, обер-прокурор Синода.
    - Козловский, Фёдор Алексеевич (?—1770) — поэт и переводчик.
    - Яков Алексеевич (?—1808) — бригадир; в конце XVIII века устроил в Калужской губернии родовую усадьбу Барятино.
    - Варвара Алексеевна (?—1780), замужем за А. М. Кологривовым.
- Иван Борисович.
  - Пётр Иванович (1732—1807).
    - Борис Петрович (1754—1809) — премьер-майор.
      - Козловский, Пётр Борисович (1783—1840) — писатель и дипломат, известный своим остроумием, оставил мемуары.
      - Мария — мать композитора Даргомыжского.
- Семён Борисович.
  - Анастасия Семёновна, была замужем за А. И. Бибиковым.